# Fährverbindung Janjanbureh–Lamin Koto

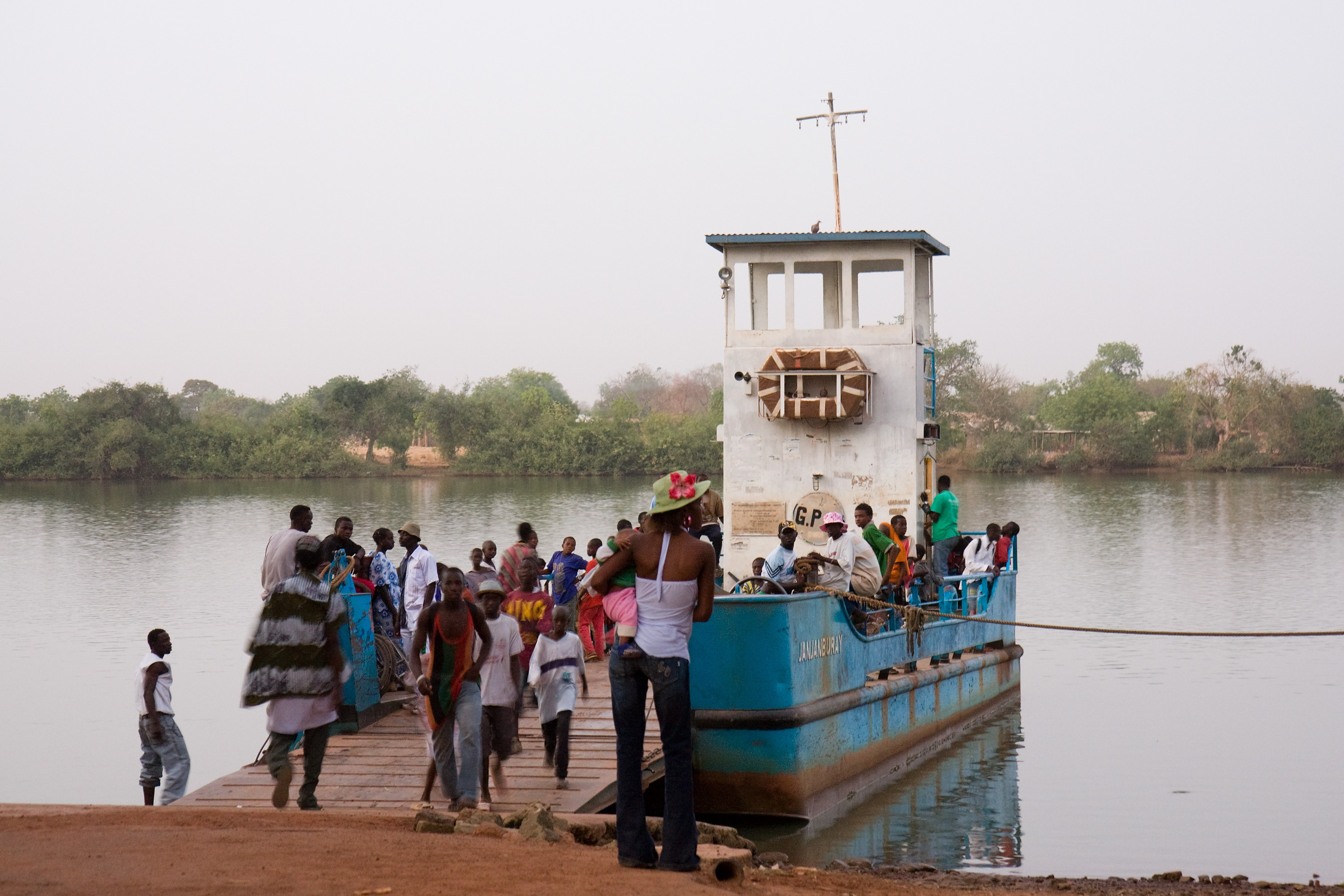
Die Fähre Janjanburay

Die Fährverbindung Janjanbureh–Lamin Koto ist eine Fährverbindung im westafrikanischen Staat Gambia. Sie ist die drittwichtigste nach der Fährverbindung Banjul–Barra und Fährverbindung Bamba Tenda–Yeli Tenda. Eingesetzt wird eine kombinierte Auto- und Personenfähre.

## Lage
| Janjanbureh | 13° 32′ 10″ N, 14° 45′ 40″ W     |
| Lamin Koto  | 13° 32′ 54,2″ N, 14° 45′ 44,6″ W |

Die Verbindung über den Gambia befindet sich zwischen Janjanbureh auf der Flussinsel Janjanbureh Island in der Central River Region und Lamin Koto auf dem nördlichen Ufer des Gambias, im Distrikt Sami. Janjanbureh (früherer Name: Georgetown) ist der Hauptort der Insel und Verwaltungssitz der Region. Die Fähre überwindet auf dem Fluss eine Distanz von 300 Metern.
Bei Lamin Koto stellt der Verkehrsweg eine Verbindung zur North Bank Road, einer wichtigen Fernstraße in Gambia, her. Die Straße ist nach Westen über Farafenni bis nach Barra in einem guten, ausgebauten, asphaltierten Zustand. Nach Osten ist die North Bank Road nicht ausgebaut.
Nach Süden stellt die Fährverbindung eine Verbindung über Janjanbureh nach Sankulay Kunda und von dort nach der South Bank Road, eine andere wichtige Fernstraße in Gambia, her. Bei Sankulay Kunda, an der südlichen Seite der Insel bestand bis Mitte 2010 eine weitere Fährverbindung, die aber dann durch die Sankulay Kunda Bridge ersetzt wurde.

## Der Betrieb
Der Fährbetrieb wird seit 2001 von der Gambia Ports Authority unterhalten, zuvor von der Gambia Public Transport Corporation (GPTC).
Fähre Janjanburay
Die Fähre Janjanburay, eine Schreibvariante von Janjanbureh, ist zurzeit die einzige Fähre, die diese Verbindung befährt. Sie kann drei bis vier Fahrzeuge aufnehmen.